# TUG1
TUG1 (taurine upregulated gene 1) — длинная некодирующая РНК, которая экспрессируется в сетчатке и мозге. Впервые была идентифицирована при поиске генов, которые активируются в клетках развивающейся сетчатки в ответ на действие таурина. Продукт гена TUG1.
Необходима для нормального развития фоторецепторов сетчатки. Уровень экспрессии гена повышен при болезни Хантингтона.